# Dom Um Romão
Dom Um Romão (født 3. august 1925 i Rio de Janeiro, Brasilien, død 27. juli 2005) var en brasiliansk percussionist og jazztrommeslager.
Romão blev kendt i gruppen Weather Report, for sin ekspressive stil.
Han har også spillet med f.eks. Cannonball Adderley, Sergio Mendes, Antonio Carlos Jobim og Tony Bennett.
Han indspillede en række plader i eget navn.

## Diskografi i eget navn
- Dom Um
- Dom Um Romão
- Spirit of the Times
- Hotmosphere
- OM
- Samba de Rua
- Saudades
- Rythm Traveller
- Lake of Perserverance
- Nu Jazz meets Brazil